# Speedball (droga)
Speedball, mješavina kokaina i heroina. Ova kombinacija ima posebno veliki rizik od fatalnog predoziranja. Zbog učinka sinergije sinergije droga učinak mješavine mnogo je snažniji od pojedinačnih učinaka obiju droga zajedno. Heroin skriva neprijatan edge kokaina i uljuljkava korisnika u lažan osjećaj sigurnosti, a posljedica je uzimanje još heroina ili kokaina ili oboje, što povećava vjerojatnost predoziranja. Vrlo mali prelazak u predoziranje može biti smrtonosan. Konzumiranje speedballa usmrtilo je Rivera Phoenixa, Johna Belushija, Chrisa Farleya i dr.

## Vanjske poveznice
- (nje.) Drugcom.de Speedball